# Брадни мишић
Брадни мишић (лат. musculus mentalis) је мали троугласти мишић, који је смештен испод коже браде. Пружа се унутра и наниже од спољашње стране тела доње вилице и испод коренова доњих секутића. Инервише га грана фацијалног живца.
Овај мишић затеже и спушта кожу браде, а код неких особа својим тонусом образује тзв. „брадну јамицу“.